# Командная оболочка Unix
Кома́ндная оболо́чка Unix (англ. Unix shell, часто просто «шелл» или «sh») — командный интерпретатор, используемый в операционных системах семейства Unix, в котором пользователь может либо давать команды операционной системе по отдельности, либо запускать скрипты, состоящие из списка команд. В первую очередь, под shell понимаются POSIX-совместимые оболочки, восходящие к Bourne shell (шелл Борна), появившемуся в Unix Version 7.

## Разновидности
- sh — оригинальный шелл Борна; dash, bash, zsh — другие современные клоны Bourne shell (расположены по возрастанию функциональности).
  - ksh (KornShell) — клон шелла Борна, разработанный Дэвидом Корном из AT&T Labs. Синтаксис совместим, функциональность интерактивности увеличена[1].
  - pdksh (public domain ksh) — открытая (почти целиком является общественным достоянием[2]) реализация ksh.
  - bash (bourne again shell) (эмуляция совместимости POSIX[1]) расширенная Борном свободная (разработанная в рамках проекта GNU) оболочка ash, сходная с pdksh. Стандартная оболочка в Linux.
- C shell — (несовместима с POSIX shell) оболочка, с синтаксисом на основе Си, созданная Университетом Беркли в рамках проекта по реализации BSD Unix.
  - csh (C-Shell) — оболочка из состава дистрибутива BSD, имеет Си-образный синтаксис и не является POSIX-совместимой. Впервые введены возможности управления заданиями и произведены другие улучшения.
  - tcsh (csh) — реализация csh с интерактивными возможностями, не уступающими bash[1]. Удобна для интерактивной работы. Совместима с csh.
- ash (Almquist shell, оболочка Альмквиста), BusyBox — современные микроверсии, предназначенные для встраиваемых систем, а также используемые в мини-дистрибутивах[неизвестный термин].
- xsh (Xiki shell, от executable wiki) — новая командная оболочка, совмещающая командный и графический режимы работы
- fish (Friendly Interactive SHell) — (несовместима с POSIX) командная оболочка, отличительными особенностями которой являются продвинутое автодополнение и подсветка синтаксиса "из коробки", а также упрощённый язык скриптов

## Программирование
sh является удобным и часто используемым интерпретируемым языком программирования. Он содержит стандартные конструкции для циклов, ветвления, объявления функций и т. п. Данный язык часто используется в UNIX-подобных системах при создании различных сценариев (скриптов) работы, в частности, сценариев автоматического конфигурирования исходных кодов программ перед их компиляцией. Отличительная особенность языка sh — многие операции, которые в традиционных языках программирования являются встроенными, выполняются с помощью вызова внешних программ. Так, например:
- expr используется для вычисления арифметических выражений;
- test используется для сравнения чисел и строк, а также для определения наличия или атрибутов файлов;
- sed, tr, awk, head, tail, cut и другие — для работы с текстом.